# 托普恰恩奇
托普恰恩奇（Topchanchi），是印度贾坎德邦Dhanbad县的一个城镇。总人口5397（2001年）。

## 人口
该地2001年总人口5397人，其中男性2864人，女性2533人；0—6岁人口802人，其中男398人，女404人；识字率56.51%，其中男性为68.58%，女性为42.87%。